# Johann Wilhelm Siebel (Politiker, 1743)

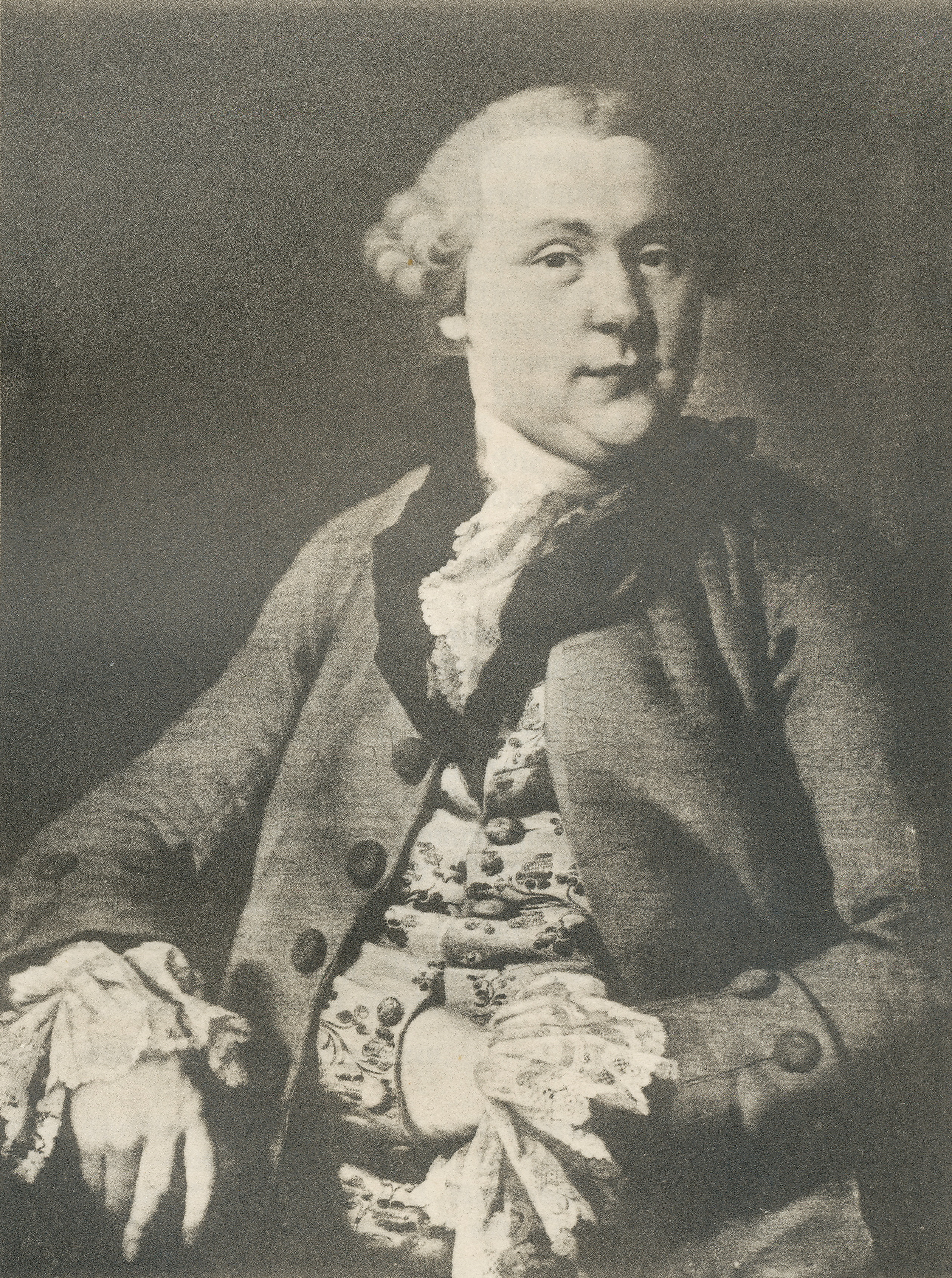
Johann Wilhelm Siebel

Johann Wilhelm Siebel (* 23. Oktober 1743 in Elberfeld (heute Stadtteil von Wuppertal); † 29. Oktober 1792 ebenda) war Bürgermeister von Elberfeld.
Siebel wurde als Sohn des Elberfelder Kaufmanns und Ratsverwandten Johann Abraham Siebel (1705–1763) und dessen Frau Christina Margareta Schneltgen (1716–1787) geboren und am 5. November 1743 in Elberfeld getauft. Siebel heiratete am 6. November 1771 die aus Langenberg stammende Charlotta Cappel (1749–1781), mit der er vier Kinder hatte. Sie war eine Enkelin des Elberfelder Bürgermeisters von 1718 und 1725 Wilhelm von Carnap. Nach ihrem Tod heiratete Siebel am 27. August 1783 die aus Duisburg stammende Sara Esther Merrem (1758–1831), mit der er drei weitere Kinder hatte, darunter den unter dem Pseudonym „Götz vom Rheine“ schreibenden Dichter Johann Gerhard Siebel. Seine zweite Frau war die Nichte von Peter von Carnap, der 1722 Bürgermeister von Elberfeld war.
Siebel wurde zunächst Kaufmann in Elberfeld, wie es seine Vorfahren auch schon gewesen waren. Im Jahr 1773 war er erstmals im Rat der Stadt, das nächste Mal im Jahr 1776. Im Jahr darauf wurde er vom amtierenden Bürgermeister, seinem Vetter Johann Rüttger Siebel, zu seinem Nachfolger vorgeschlagen und auch gewählt. Nach der einjährigen Amtszeit wurde er turnusgemäß auch Stadtrichter. Von 1781 bis 1783 war er erneut im Rat von Elberfeld und 1784 wurde er noch einmal Bürgermeister. Zum Ende seiner Amtszeit schlug er seinen Vetter J. Rüttger Siebel zu seinem Nachfolger vor, der dann 1785 auch gewählt wurde, während J. Wilhelm Siebel erneut Stadtrichter war. Im Jahr 1787 war Siebel noch ein letztes Mal im Elberfelder Rat.